# Adieu Philippine
Adieu Philippine ist ein 1960 entstandener französischer Spielfilm von Jacques Rozier und gilt als wichtiges Werk der Nouvelle Vague.

## Handlung
Paris, im Sommer 1960. In einem Fernsehstudio werden Aufnahmen mit dem Jazzmusiker Maxim Saury gemacht. Vor der Glastür zum Studio stehen einige Passanten, vor allem Mädchen. Die beiden Freundinnen Juliette und Liliane sind besonders aufgeregt und zeigen sich hocherfreut, als der Kabelträger und angehende Kameramann Michel bei den beiden Hübschen Eindruck schinden will, indem er sie ins Studio reinlässt. Man freundet sich an, und nach den Aufnahmen gehen alle drei gemeinsam in ein nahe gelegenes Bistro. Michel versucht mehr zu sein, als er ist. Anfänglich spielt er sich als der Regisseur der Sendung auf, aber weder die blonde Liliane, Verkäuferin in einem Warenhaus, noch die brünette Juliette, ihres Zeichens eine Sprachstudentin, fallen auf seine präpotente Angeberei rein. Auch scheint jeder Versuch Michels, sich zwischen die wie aneinander klebenden Mädels zu drängen, von vornherein zum Scheitern verurteilt, sodass er nicht mit einer von beiden allein flirten kann. Sehr viel mehr plant Michel eh nicht, denn er wartet auf seine Einberufung zum Militär, um im Algerienkrieg eingesetzt zu werden.
Liliane und Juliette sind für ihn lediglich ein unkomplizierter Zeitvertreib, genauso wie das Auto, das er sich, zusammen mit drei Freunden, jüngst mit seinem letzten Geld angeschafft hat. Michel ahnt nicht, dass die beiden Mädels sich in kürzester Zeit ein wenig in ihn verguckt haben. Liliane und Juliette haben eine Vereinbarung getroffen: Jede der beiden soll sich auch mal allein mit ihm treffen. Jedoch kann sich Michel deswegen noch lange nicht sicher sein, dass nichts über seine Dates nach außen dringt, denn die beiden Unzertrennlichen erzählen sich einfach alles. Liliane und Juliette unternehmen derweil einiges, um Michel aus seiner finanziellen Malaise zu helfen: Sie machen Michel mit dem Werbefilmproduzenten Pachala bekannt, auf dass er dem Freund Jobs besorgt, doch der Mann, dessen Firma kurz vor dem Kollaps steht, erweist sich als ausgemachter Windhund und Betrüger. Bald hat sich Pachala aus dem Staub gemacht, und Michel erhält keinen Sou. Auch eine weitere Idee der beiden Mädels, Michel finanziell unter die Arme zu greifen, erweist sich als Flop, da plötzlich die Eifersucht dazwischenkommt. Schließlich ersinnen die beiden Verliebten das „Philippine“-Spiel, das den Mädels abends im Bett einfällt: Wer am nächsten Morgen als erste „Philippine“ ruft, soll beim nächsten Rendezvous mit Michel den Vortritt (und damit die besseren Chancen) haben. Der junge Mann hat derweil auch beruflich Pech: Bei einer Live-Sendung stolpert er über ein Kabel und vermasselt beinah die Aufnahmen. Da er den Job eh satt hat, entschuldigt er sich nicht einmal und provoziert seinen Rauswurf.
Michel will, bevor er in den Krieg nach Nordafrika zieht, noch einmal richtig Spaß haben, und beschließt, nach Korsika abzureisen. Juliette und Liliane haben einen guten Grund, ihm dorthin zu folgen, haben sie doch herausbekommen, dass sich dort auch der Gauner Pachala aufhält. Alle drei heften sich an seine Fersen, doch ehe sie von ihm ihr Geld bekommen können, ist dieser wieder abgetaucht. Michel sieht nicht die drohenden Gewitterwolken am Beziehungshimmel aufziehen, da er sich mit den zwei ihn anhimmelnden Mädels wie der Hahn im Korb fühlt. Ehe es in dieser Angelegenheit zu einer Entscheidung kommen kann, erreicht ihn in der Hauptstadt Ajaccio seine Einberufung. Michel muss sich beeilen, wenn er noch das nach Marseille ablegende Schiff erreichen will. In der Nacht rast er zum Hafen von Calvi. Mit im Auto: die beiden Mädchen. Die Stimmung ist getrübt, alle Heiterkeit der vergangenen Wochen verflogen. Keiner weiß, was man noch sagen könnte, und die Bedeutung ihrer Gefühle, der Flirt, die Liebe – alles scheint nunmehr vollkommen ohne Bedeutung. Doch die Erkenntnis der drei Protagonisten geht in diesem Moment tiefer: Es steht nicht nur ein Abschied von Michel, eine womöglich endgültige Trennung im Raum, sondern ein Abschied von der Liebe, den Möglichkeiten, die das Leben einem bietet, die einem die Jugend lässt. Aus „Adieu Juliette et Liliane“ ist Adieu Philippine geworden.

## Produktionsnotizen
Adieu Philippine, Roziers Langfilmdebüt, wurde am 8. Januar 1962 uraufgeführt. Im Mai desselben Jahres lief der Streifen auf dem 15. Filmfestival von Cannes. Die deutsche Erstaufführung fand am 24. April 1963 statt.

## Kritiken
Die internationale Kritik zeigte sich von Roziers Inszenierung hellauf begeistert. Nachfolgend vier Beispiele:

„Der Streifen erscheint uns vielversprechend, weil hier in Form und zumal im Gegenstand von einem jungen Regisseur … die schon ausgetretenen Pfade der Neuen Welle verlassen wurden. (…) Ein so modernes Stück Filmarbeit wie in dem langen Spaziergang der beiden Freundinnen auf dem Boulevard des Italiens … haben wir seit “A bout de souffle” nicht mehr gesehen.“

„Was an diesem Film vor allem überzeugt, ist die unübertreffliche Authentizität sowohl der Psychologie der handelnden Personen wie des Milieus, in dem sie sich bewegen. Die Frische und die Spontaneität, mit der hier erzählt wird, steht in der besten Tradition des jungen französischen Kinos.“

„Rozier hat da ein mitreißendes Werk geschaffen, einen Film im besten modernen Stil, frech, dabei unprätentiös, mit einem realistischen Temperament ohnegleichen“

„Roziers erster langer Kinofilm ist eine kritische, aber sympathiegetönte Bewußtseinsschilderung junger apolitischer Leute Ende der 50er Jahre in der V. Republik. Der Film ist wegen seines unverstellten, spontanen Stils ein Paradebeispiel für Frankreichs Nouvelle Vague“